# ذات الرئة الفيروسي
ذات الرئة الفيروسي أو الاتهاب الرئوي الفيروسي هو أحد أنواع ذات الرئة سببه فيروس. والفيروسات هي أحد سببين رئيسيين لذات الرئة، علما أن السبب الأول هي البكتيريا، بالإضافة لأسباب أخرى أقل شيوعا مثل الفطريات والطفيليات. الفيروسات أكثر شيوعا عن الأطفال، أما البكتيريا فهي أكثر شيوعا عند البالغين.

## العلامات والأعراض
من علامات وأعراض ذات الرئة الفيروسي:
- حمى
- سعال جاف
- ثر أنفي
- ألم عضلي
- صداع

الأنواع المختلفة من الفيروسات تسبب علامات وأعراضا مختلفة.

## الأسباب
من أبرز الفيروسات المسببة الشائعة:
- الفيروسات المخاطية القويمة (فيروسات الإنفلونزا (أ) و(ب))[5]
- فيروس الجهاز التنفسي المخلوي[5]
- فيروس نظير الإنفلونزا (عند الأطفال)[5]

ومن أبرز الفيروسات المسببة النادرة:
- الفيروسات الغدانية[5]
- فيروس الرئة التالي[6]
- فيروس كورونا سارس[7]
- فيروس كورونا الشرق الأوسط

ومن الفيروسات التي تسبب أمراضا أخرى لكنها تسبب ذات الرئة أحيانا:
- فيروس الحلأ البسيط (عند حديثي الولادة والأطفال الصغار)
- الفيروس النطاقي الحماقي
- فيروس الحصبة
- فيروس الحصبة الألمانية
- فيروس مضخم للخلايا (عند مرضى المناعة)

أما أبرز المسببات عند الأطفال:
- فيروس الجهاز التنفسي المخلوي
- الفيروس الأنفي
- فيروس الرئة التالي
- Bocaparvovirus
- فيروس نظير الإنفلونزا

## الوقاية
أفضل طريقة للوقاية من ذات الرئة الفيروسي هي استخدام لقاحات حسب نوع الفيروس مثل: لقاحات الإنفلونزا والغدانية والحماق والحصبة والحصبة الألمانية.

## الانتشار
يصيب ذات الرئة الفيروسي 200 مليون فرد سنويا، منهم 100 مليون طفل و100 مليون بالغ.

## أنظر أيضا
- ذات الرئة الانتهازي